# Chełmno-Parcele
Chełmno-Parcele ist ein Dorf und Schulzenamt (sołectwo) der Stadt-und-Land-Gemeinde Dąbie im Powiat Kolski der Woiwodschaft Großpolen. Es wurde 1933 gegründet und hat etwa 130 Einwohner.

## Geographie

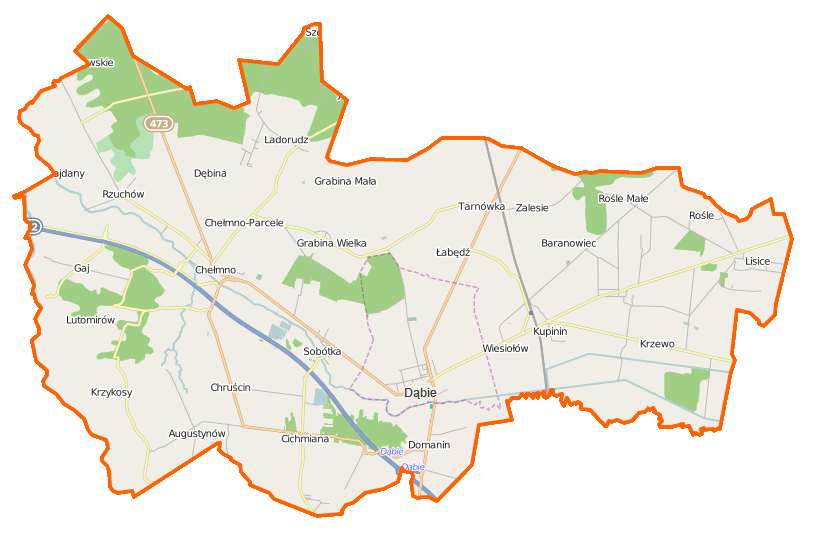
Karte der Gemeinde

Chełmno-Parcele liegt im Osten der Woiwodschaft. Die Kreisstadt Koło liegt etwa zehn Kilometer nordwestlich, die Kleinstadt Dąbie sechs Kilometer südöstlich, Posen 125 Kilometer westlich.
Nachbarorte sind Chełmno (nad Nerem) im Süden, Rzuchów im Westen, Ladorudz im Norden, Grabina Mała im Nordosten und Grabina Wielka. Ein Ortsteil von Ladorudz wird ebenfalls Chełmno-Parcele genannt.

## Geschichte
Im Jahr 1933 wurde ein Teil der Gemarkung zwischen Chełmno und Ladorudz parzelliert. Das neue Dorf erhielt den Namen Chełmno-Parcele.
Die seit 1919 in der Zweiten Polnischen Republik errichtete Landgemeinde Chełmno wurde 1954 in Gromadas aufgeteilt. Bei deren Auflösung kam Chełmno-Parcele 1973 zur Landgemeinde Dąbie, die 1990/1991 mit der Stadt zur Stadt-und-Land-Gemeinde zusammengelegt wurde. Der Powiat wurde 1975 aufgelöst, das Gebiet kam von der Woiwodschaft Posen zur Woiwodschaft Konin. Zum 1. Januar 1999 kamen Chełmno-Parcele und die Gemeinde Dąbie zur Woiwodschaft Großpolen und zum wieder errichteten Powiat Kolski.
Das Schulzenamt (sołectwo) Chełmno-Parcele hat einen dreiköpfigen Rat. Sołtys ist Mirosław Mituta. Nach den Volkszählungen hatte das Dorf 2011 136 und 2002 147 Einwohner in 40 Haushalten. Unter ihnen waren 13 Bauernhöfe mit fünf oder mehr Bewohnern.

## Gedenkstätte Vernichtungslager Kulmhof
Während der deutschen Besatzungszeit des Zweiten Weltkriegs bestand von Ende 1941 bis März 1943 das Vernichtungslager Kulmhof im Nachbarort Chełmno. Die Gedenkstätte, wo die Leichen der Opfer verscharrt wurden, liegt im Wald an der Woiwodschaftsstraße DW473 nahe der Gemeindegrenze.

## Verkehr
Der Ort liegt an der Straße von Chełmno über Ladorudz nach Umień in der Gmina Olszówka. Eine abzweigende Straße führt von Chełmno-Parcele über Grabina Wielka nach Tarnówka. In Chełmno wird die Woiwodschaftsstraße DW473 erreicht, in Dąbie die Autobahn A2. Der nächste Bahnhof ist Koło an der Bahnstrecke Warschau–Posen, der nächste internationale Flughafen Łódź.